# Гора «Цимбал»
Гора́ «Ци́мбал» — заповідне урочище в Україні. Розташоване в межах Дубенському районі Рівненської області, на території Дружбівської сільської ради (на землях запасу), неподалік від села Новоукраїнське. 
Площа 9,2 га. Заснований рішенням облвиконкому № 98 від 18.06.1991 року з метою збереження рідкісних степових рослин на схилах гори. Гора «Цимбал», з абсолютною відміткою 348,5 м, розташована на межі Рівненської і Львівської областей, на Гологоро-Кременецькому нагір'ї Подільської височини. 
Урочище є схилом, складеним вапняковими породами неогенового віку. На схилах гори випасають худобу, тому рослинний покрив дуже трансформований. На самому пагорбі дерев і чагарників немає, зрідка трапляються невеличкі сосни та кущі шипшини. Флора пагорба багата лучно-степовими видами. Тут поширені два вида шавлії — лучна та кільчаста, три види звіробою — плямистий, звичайний та стрункий, миколайчики плоскі, смілка звичайна, декілька видів конюшини — гірська, біла, лучна, польова, дзвоники сибірські, тимофіївка степова, перстач пісковий, жовтець Стевена, оман мечолистий. Тут росте багато лікарських рослин: куряча сліпота звичайна, льон проносний, очанка гребінчаста, чебрець блошиний, подорожники — середній та ланцетний. 
На верхв'ї гори наявні угруповання осоки низької — рідкісні для України реліктові степові ценози, занесені до Зеленої книги України. Тут виявлено язичник карпатський (язичник сивий). На горі зростають також китятки сибірські, відкасник звичайний, горицвіт весняний, астрагал нутовий — рідкісні види флори Рівненщини. Ростуть тут і типові для вапнякових місцевостей види: самосил гайовий, лещиця пучкувата, ласкавець серпоподібний, заяча конюшина багатолиста, чебрець вапняковий. 
В урочищі велике різноманіття комах, зокрема відмічені коник зелений, бронзівка золотиста, м'якотілка бура, красоцвіт зоряний, синявець Ікар, дукачик непарний, сонцевик адмірал, махаон (Червона книга України).

## Галерея

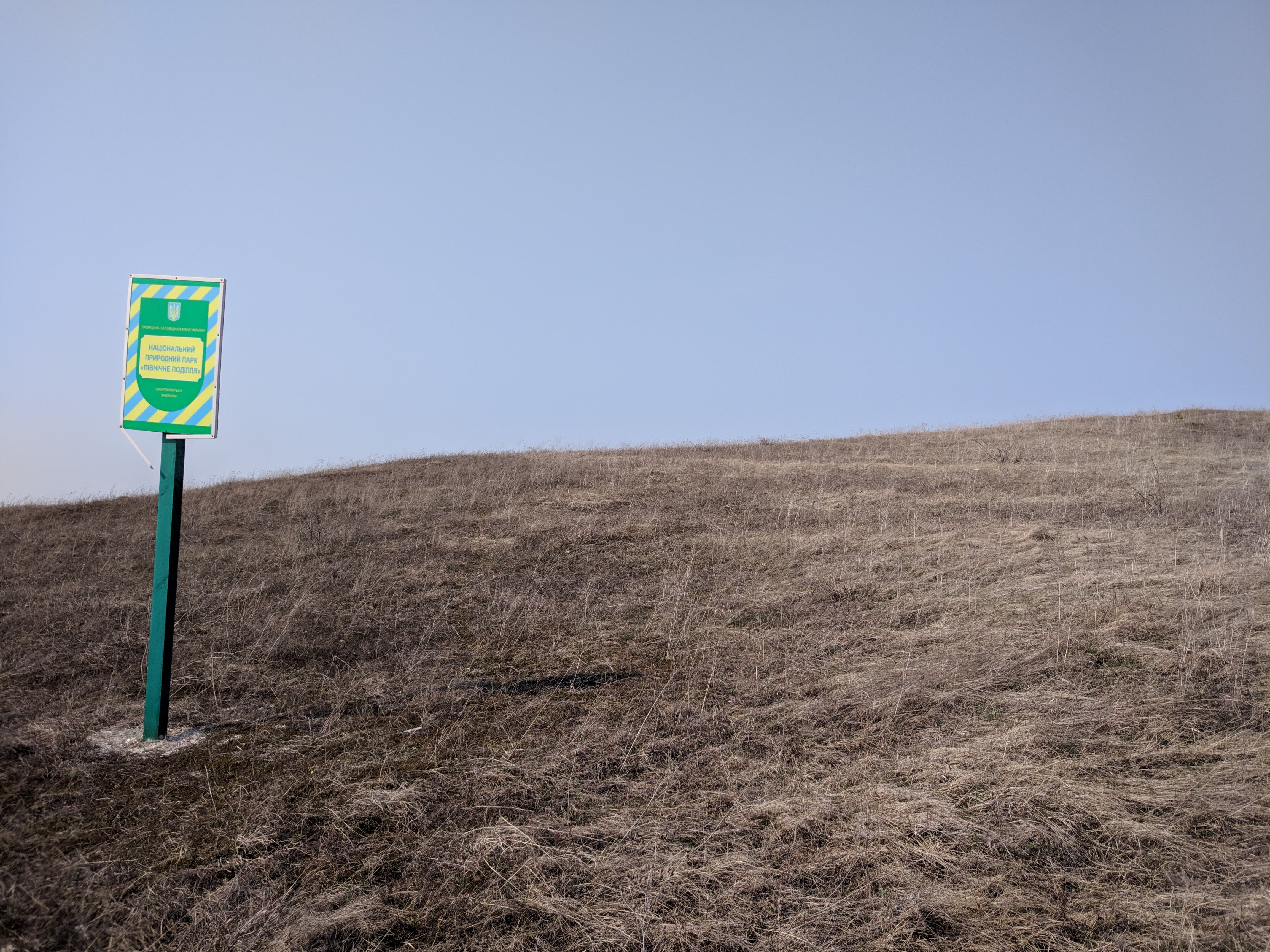
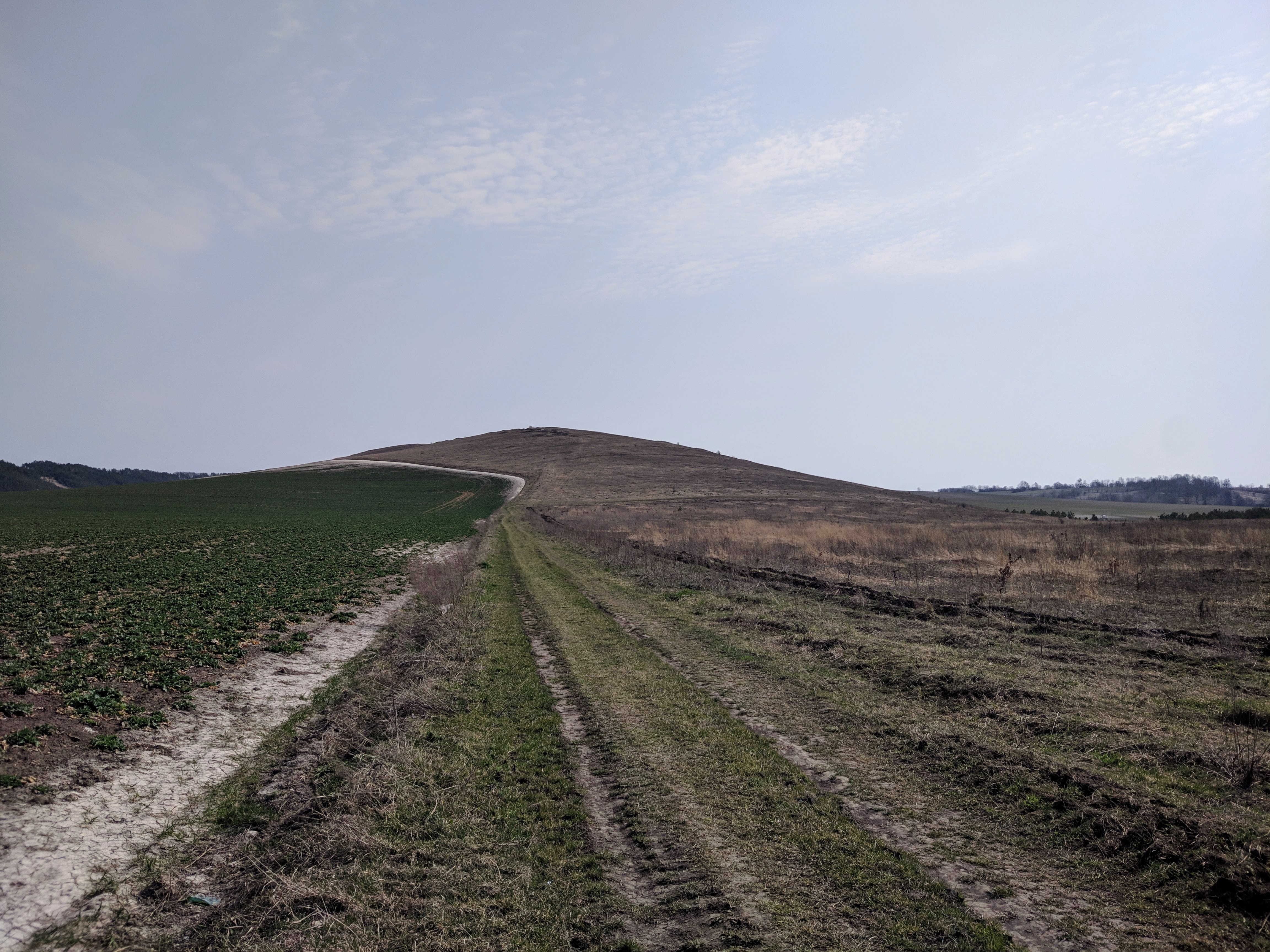